# Jay Lethal
Jamar Shipman (Elizabeth, New Jersey; 29 de abril de 1985) es un luchador profesional estadounidense quien actualmente trabaja para All Elite Wrestling (AEW) bajo el nombre artístico de Jay Lethal.
Shipman ha trabajado en varias empresas estadounidenses de lucha libre, destacando su paso por la Total Nonstop Action Wrestling (TNA), la Jersey All Pro Wrestling (JAPW) y Ring of Honor (ROH).
Entre sus logros, es dos veces Campeón Mundial al ser dos veces Campeón Mundial de ROH, también destaca el haber conseguido en una ocasión el Campeonato Puro de ROH y el Campeonato Mundial Televisivo de ROH, además de haber ganado todos los campeonatos de la JAPW. También ganó en una ocasión el Campeonato Mundial en Parejas de la TNA junto a Consequences Creed y ganó el Campeonato de la División X de la TNA un total de seis veces, todos estos logros lo convierten en Campeón de triple corona de ROH.

## Carrera

### 2002-2004
Lethal debutó en Ring of Honor en la Batalla Final de 2002, luchando contra Homicide en un dark Match.Él volvió en el espectáculo siguiente como "Hydro", el nuevo miembro de Special K (stable).Hydro compitió en una serie de Tag Team Matches. Hizo su estreno en un combate individual el 25 de octubre en Spencerport, New York en el Empire State Showdown, donde perdió frente a Slyk Wagner Brown en un Dark Match.El 1 de noviembre, en Main Event Spectacles, Hydro participó en un Scramble Cage Match, en el cual S.A.T. le dio una Spanish Fly desde lo alto de la jaula. El primer combate individual importante de Hydro fue una Four Way Survival Match en Final Battle el 27 de diciembre de 2003, en el que Hydro ganó.
El 22 de mayo de 2004 en Generation Next, Hydro se enfrentó a Alex Shelley en un combate individual. Aunque él perdiera, Shelley le ofreció unirse al Stable de Alex Shelley. Hydro optó por formar parte de Special K. Hydro ganó un Four Corner Survival Match por el World Title Classic el 12 de junio, que le daba derecho a entrar en el torneo Pure Wrestling ese año. En Survival of the Fittest el 24 de junio, él y Dixie participaron en un Four Way Tag Match por los ROH Tag Team Championship, que CM Punk, sin ayuda de nadie defendió los títulos para permitir a su compañero Colt Cabana prepararse para su siguiente combate, ganándolo. Hydro desafió a CM Punk en un Impromptu Match, ganando CM Punk. Hydro le dio la mano, cumpliendo "el Código de honor" (el cual Special K normalmente cumplía).
Hydro participó en el torneo Pure Wrestlingel 17 de julio en Reborn: Completion. A comienzos del acontecimiento, el campeón de ROH, Samoa Joe, aconsejó a Hydro que cambiase de nombre y fuera más serio. Actuando sobre el consejo de Joe, Hydro dejó Special K y comenzó a llamarse "Jay Lethal". Fue eliminado del torneo después de que Doug Williams le hiciera el Pin usando Chaos Theory.
En Testing the Limit el 7 de agosto, Lethal participó en un Fatal 4 Way Match, contra Alex Shelley, Ace Steel y 2 Cold Scorpio. Al final del combate Shelley volvió a proponerle entrar en Generation Next. Lethal rechazó la oferta y se enfrentó a él en un combate individual. Shelley ganó después de hacer trampas.
Lethal perdió sus combates durante meses, y fue obligado a luchar frente a Matt Striker en Glory by Honor 3 el 11 de septiembre con su carrera de ROH en juego. Lethal ganó, rompiendo así su racha perdedora. Low Ki estaba enfeudado con Samoa Joe durante meses y desafió a Lethal, que estaba protegido por Samoa Joe, en The Midnight Express Reunion el 2 de octubre. En el combate, el mánager de Low Ki, Julius Smokes acosó a los padres de Lethal, presentes en el estadio, Ki derrotó fácilmente a Lethal, burlándose de él después del combate.
Lethal perdió ante Chad Collyer en ROH Gold el 15 de octubre y derrotó a Delirious al día siguiente en Joe vs Punk II. Luchó junto a su mentor Samoa Joe, perdiendo ante John Walters y Nigel McGuinness en Weekend Of Thunder: Night One el 5 de noviembre. Luego perdió frente a un miembro de Embassy, Jimmy Rave. Después de su combate con Delirious, Lethal atacó a Prince Nana, el líder de Embassy. Esto condujo a Nana el reclutar varios mercenarios enmascarados en una tentativa de terminar la carrera de Lethal. Jay Lethal defendió en WMDs at All-Star Extravaganza 2 el 4 de diciembre y en Final Battle 2004 el 26 de diciembre, terminando sus combates con su movimiento de firma: el Dragón Suplex.

### 2005-2006
El feudo de Lethal con The Embassy continuó en 2005 y el 19 de febrero en Third Anniversary Celebration: Part One él derrotó a Jimmy Rave para convertirse en el Contendiente Número Uno al ROH Pure Championship. El ROH Pure Champion y John Walters (miembro de Embassy) decidió tener el derecho a un combate por el título derrotando a Lethal. Lethal luchó por el título en un nuevo combate frente a Walters el 5 de marzo en el Trios Tournament 2005 en Philadelphia, pero Lethal fue atacado en backstages antes del combate.A pesar de las heridas, Lethal luchó, derrotando a Walters para convertirse en ROH Pure Champion.
El 12 de marzo en Back to Basics, Lethal y Samoa Joe hicieron pareja de nuevo para luchar frente a CM Punk y Spanky, ganándoles. En el Best of the American Super Juniors Tournament el 2 de abril, Lethal y Joe se enfrentaron a Jimmy Jacobs y B.J. Whitmer por los títulos por parejas de ROH, que estaban vacantes, pero fueron derrotados. Lethal defendió su cinturón frente a Spanky en Stalemate el 16 de abril. El 7 de mayo en Manhattan Mayhem se enfrentó frente a Samoa Joe con el título en juego. Joe derrotó a Lethal para ganar el título, pero ambos fueron atacados después del combate por los Rottweilers, que revelaron que Low Ki fue el que atacó a Jay Lethal en el Trios Tournament 2005. Esto condujo a un enfrentamiento entre Samoa Joe y Jay Lethal contra Low Ki y uno de los miembros de los Rottweilers, Homicide. El combate terminó cuando Homicide le aplicó a Lethal su Da Cop Killa mientras Low Ki le hacía a Samoa Joe un Ghetto Stomp. Lethal fue sacado de la arena, parecía seriamente dañado.
Mortal fue "lesionado" durante varios meses, volviendo el 12 de junio en The Future is Now salvando a James Gibson de una paliza los Rottweilers. Él volvió al anillo el 18 de junio en Death Before Dishonor III, donde se enfrentó a Low Ki en un combate de Rencor, que acabó en No Contest, después de que ambos quedaran descalificados. En Sign of Dishonor el 8 de julio, Lethal hizo pareja junto a su excompañero de Special K Dixie para derrotar a The Heartbreak Express. Más tarde, esa noche Mick Foley forzó a CM Punk a elegir a un contendiente a su campeonato de ROH, tras firmar un contrato con World Wrestling Entertainment.CM Punk eligió a Lethal y logró conservar su título.
Buscando la venganza de la herida de cuello que Homicide le hizo, desafió a Homicide en Escape from New York el 9 de julio, pero perdió. El 23 de julio en The Homecoming él se unió con Samoa Joe y James Gibson para luchar con los Rottweilers (Homicide, Low Ki y Ricky Reyes) pero otra vez perdieron. Lethal desafió a Low Ki una vez más en Redemption como parte de su rivalidad en curso con los Rottweilers. Después del combate, Homicide atacó a Lethal, pero fue parado por su rival de esa noche, Matt Hardy. El 13 de agosto en Punk: The Final Chapter Lethal y Joe derrotaron a Low Ki y a Homicide por la descalificación después de que Homicide golpea con el codo al árbitro que cae al suelo.
En Glory by Honor IV el 17 de septiembre, Lethal perdió con Low Ki en una "Lucha sin Honor". Derrotó a Sal Rinauro para avanzar a los finales del torneo Survival of the Fittest 2005 el 24 de septiembre, pero fue eliminado por Roderick Strong.Lethal fue invicto hasta el 19 de noviembre, hasta que él y Samoa Joe lucharan frente a Roderick Strong y Austin Aries en un combate por los títulos por parejas de ROH. Durante el combate, Lethal se convirtió en Heel tras atacar a Samoa Joe, comenzando un feudo con este.
El 27 de enero de 2006, Lethal y Bryan Danielson lucharon frente a Roderick Strong y Austin Aries, perdiendo en un combate por los títulos en parejas de ROH. En el Fourth Anniversary Show el 25 de febrero Lethal perdió limpiamente frente a Samoa Joe. Después de este combate él se marchó de la promoción, pero volvió tres veces en apariciones de una noche, perdiendo el ROH Pure Championship ante Niguel McGuinness.

### Total Nonstop Action Wrestling (2005-2011)

#### 2005-2006
Lethal debutó en Total Nonstop Action Wrestling (TNA) el 17 de diciembre de 2005 en iMPACT!, perdiendo ante el Campeón de la División X de la TNA, Samoa Joe. En enero de 2006, firmó un contrato con TNA, haciendo su debut en Against All Odds, ganando a Petey Williams, Alex Shelley y Matt Bentley después de hacer la cuenta a Williams. Tras esto, el 18 de febrero, Lethal venció a Roderick Strong y Shannon Moore para convertirse en miembro del Team USA de la World X-Cup. Sin embargo, en Destination X se enfrentó al otro miembro de su equipo, Alex Shelley, perdiendo Lethal. Durante el transcurso de la Wolrd X Cup, luchó en Lockdown, donde el Team Japan (Black Tiger IV, Minoru Tanaka & Hirooki Goto) derrotó al Team USA (Sonjay Dutt, Lethal & Shelley) y en Sacrifice, en un Gauntalet Match, donde fue eliminado por Puma. Sin embargo, el Team USA ganó el torneo al conseguir 6 puntos. Tras esto, Lethal se enfrentó el 27 de abril en iMPACT! a Samoa Joe por el Campeonato de la División X, pero perdió de nuevo. A pesar de esto, en Slammiversary intentó ganar una oportunidad por el título enfrentándose a Shelley, Dutt, Shark Boy, Shensi y Petey Williams, pero fue eliminado por Williams, ganando Shensi la lucha.
El 1 de junio de 2006, Lethal derrotó a Alex Shelley, pero fue atacado después del combate por su mánager, Kevin Nash, empezando un feudo con ambos con la ayuda de Chris Sabin, derrotándoles en Victory Road. Antes de esto, el 13 de julio ganó una oportunidad por cualquier título que él escogiera, eligiendo el Campeonato Mundial Peso Pesado de la NWA de Jeff Jarrett, pero fue derrotado después de la interferencia de Scott Steiner. Más tarde, participó en una lucha contra Petey Williams y Shensi por el Campeonato de la División X de Shensi, reteniendo el campeón después de que cubriera a Lethal tras un "Canadian Destroyer" de Williams, lo que ocasionó un feudo entre ambos que culminó en No Surrender con victoria para Lethal. Luego participó en una Gauntlet Battle Royal en Bound for Glory, entrando Lethal el cuatro y siendo el último eliminado por Austin Starr, el ganador. Tras esto, Kevin Nash reclutó a Lethal, Senshi, Austin Starr, Sonjay Dutt y Alex Shelley para competir en un torneo conocido como Paparazzi Championship Series, el cual Lethal perdió.

#### 2007

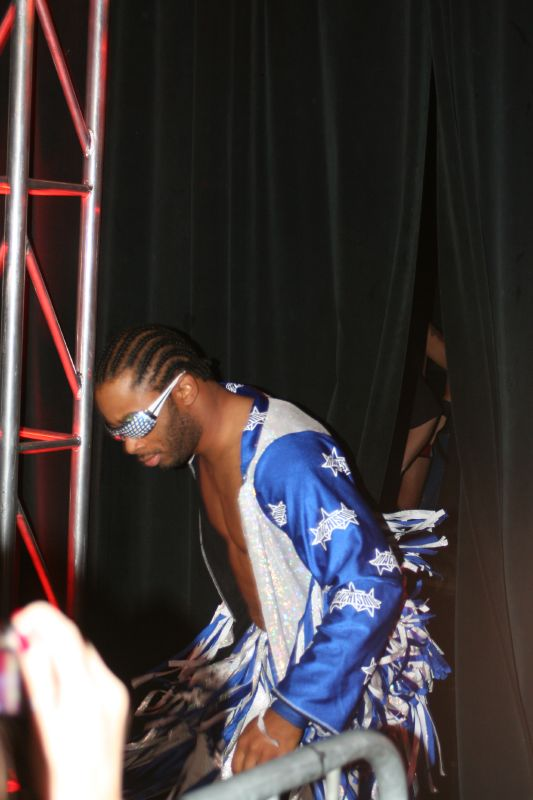
Shipman con el gimmick de "Black Machismo".

En Against All Odds, Dutt & Lethal fueron derrotados por Serotonin (Kazarian & Johnny Devine). Tras esto, ambos fueron tomados bajo la tutela de Kevin Nash, quien dijo que les daría un lavado de cara extremo. En el caso de Lethal, el 12 de abril apareció en iMPACT! imitando a Randy Savage, vistiendo como él, usando su misma frase de "Ouh Yeah" y denominándose "Black Machismo", derrotando a Chris Sabin con movimientos de Savage y utilizando su finisher, el Flying Elbow Drop. En Lockdown, participó en un Xcape match por el Campeonato de la División X de la TNA frente al campeón Sabin, Alex Shelley, Dutt y Shark Boy, siendo Lethal uno de los dos últimos luchadores de la jaula, pero ganó Sabin al escapar antes que él. e la jaula, pero Sabin le pegó varias patadas a la pierna de Lethal y pudo saltar de la jaula ganando el combate. Tras esto, el 26 de abril en iMPACT!, Lethal y su compañero Sonjay Dutt ganaron una oportunidad por el título en Sacrifice, reteniendo Sabin el título.
Finalmente, en Slammiversary, Lethal derrotó a Chris Sabin, ganando el Campeonato de la División X de la TNA, su primer título en la empresa. Sin embargo, dos días después, perdió el título ante Samoa Joe en una lucha donde también participó Sabin. Tras esto, intentó obtener una oportunidad pro el título, enfrentándose en Victory Road en un Ultimate X Gauntlet Match, el cual ganó Christopher Daniels. Sin embargo, en Hard Justice, Lethal & Sonjay Dutt ganaron a Triple X (Christopher Daniels & Shensi) y Motor City Machine Guns (Alex Shelley & Chris Sabin), por lo que Jim Cornette pactó una lucha entre Daniels y Lethal por una oportunidad por el Campeonato de la División X el 16 de agosto, la cual ganó Lethal. Finalmente, Lethal derrotó a Kurt Angle en No Surrender, ganando su segundo Campeonato de la División X. Tras esto, su feudo con Daniels terminó en Bound for Glory, reteniendo ante él el título.

#### 2008-2009

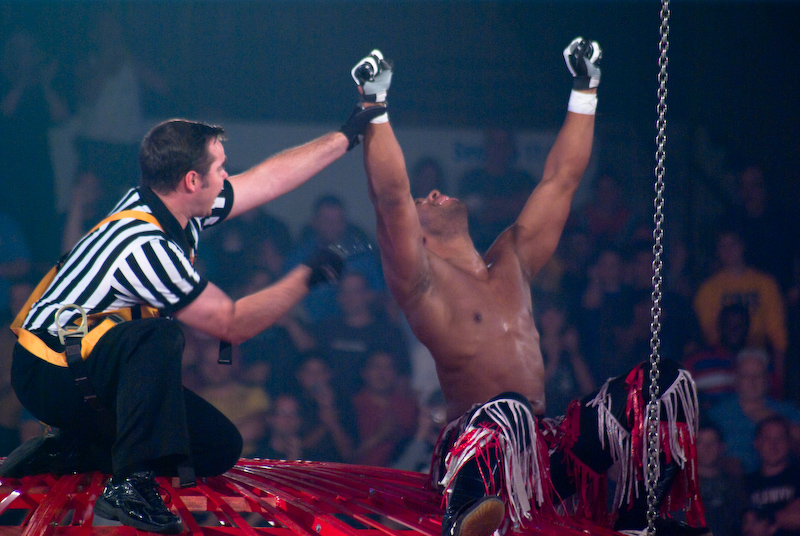
Lethal tras ganar el Steel Asylum en Bound for Glory IV.

A principios de año, se unió a The Motor City Machine Guns (Chris Sabin & Alex Shelley) en su feudo con Team 3D & Johnny Devine, enfrentándose en Final Resolution en un Ultimate X match con el título de Lethal en juego, ganando Devine después de descolgarlo. Sin embargo, no se reconoció a Devine como campeón oficial hasta el 21 de enero, cuando derrotó a Lethal en un Ladder match, ganando el título. Sin embargo, ambos equipos se enfrentaron de nuevo en Against All Odds, recuperando Lethal el título. Tras esto, empezó un feudo con Petey Williams, frente a quien retuvo el título en Destination X, pero lo perdió ante él el 15 de abril después de que le atacara por la espalda y canjeara su maletín del Feast or Fired match con una oportunidad por el Campeonato de la División X. Antes de esto, lo retuvo en lockdown ante Sonjay Dutt, Curry Man, Shark Boy, Consequences Creed y Johnny Devine.
Tras esto, intentó obtener una oportunidad por el título en el primer TerrorDome match, celebrado en Sacrifice, pero lo ganó Kaz. Tras esto, anunció en iMPACT! que se casaría (Kayfabe) con su mánager So Ca Val y que su amigo Sonjay Dutt sería el padrino de la boda. Durante la celebración, Dutt destrozó la boda, ya que él también estaba enamorado de Ca Val. A causa de esto, Lethal y Dutt se enfrentaron en Victory Road, donde ganó Dutt; en Hard Justice, donde ganó Lethal en un Black Tie Brawl and Chain Match y en No Surrender en un Ladder Match donde el ganador obtendría el amor de Ca Val, ganando Dutt la pelea después de que Ca Val traicionara a Lethal y le aplicara un "Low Blow" cuando estaba a punto de ganar.

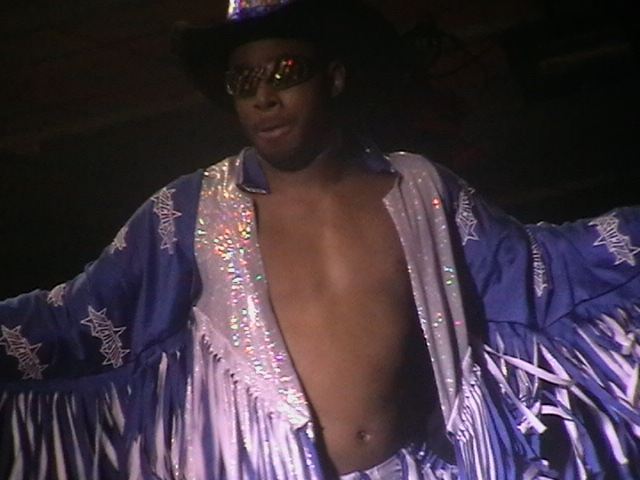
Lethal durante un House Show de la TNA en 2009.

En Bound for Glory IV, Lethal ganó el Steel Asylum Match para convertirse en aspirante número uno al Campeonato de la División X, obteniendo su lucha el 23 de octubre, perdiendo ante Sheik Abdul Bashir. El 30 de octubre, Lethal junto a A.J. Styles, Samoa Joe, Consequences Creed, Petey Williams, Eric Young, O.D.B. y The Motor City Machine Guns formaron una facción de jóvenes luchadores en oposición al The Main Event Mafia. El 8 de diciembre, Lethal consiguió uno de los maletines del Feast or Fired que contenía una oportunidad por los Campeonatos Mundiales en Parejas de la TNA, usando el maletín el 8 de enero de 2009 junto a Creed, ganando los títulos después de derrotar a Beer Money, Inc. (James Storm & Robert Roode), pero en Genesis los perdieron ante Beer Money en una lucha donde también participaron Matt Morgan & Abyss y en Against All Odds intentaron recuperarlo, pero fueron derrotados de nuevo.
Tras esto, Lethal y Creed siguieron haciendo pareja, siendo conocidos como Lethal Consequences, empezando un feudo junto a The Motor City Machine Guns contra Suicide, intentando desenmascararle. En Destination X participó en un Ultimate X match junto a Alex Shelley, Chris Sabin, Consequences Creed y Suicide con el Campeonato de la División X de la TNA en juego, ganando la pelea Suicide. Luego, en Lockdown, participó en una lucha por el Campeonato de la División X contra Creed, Kiyoshi, Abdul Bashir y el campeón, Suicide, donde fue eliminado por Suicide.
Luego empezaron un feudo con The Motor City Machine Guns, peleando en Sacrifice junto a Eric Young contra The Motor City Machine Guns & Abdul Bashir, ganando los primeros después de que Lethal cubriera a Bashir con un "Roll-Up". Tras esto, en Slammiversary, Creed, Lethal, Shelley, Sabin y Suicide se enfrentaron de nuevo por el Campeonato de la División X en un King of the Mountain match, el cual ganó Suicide. Tras esto, participó en un Steel Asylum en Hard Justice, pero lo ganó Daniels. Finalmente, fueron derrotados por The Motor City Machine Guns en el dark match de Bound for Glory. En Final Resolution participó en el Feast or Fired match, pero no ganó nada.

#### 2010-2011

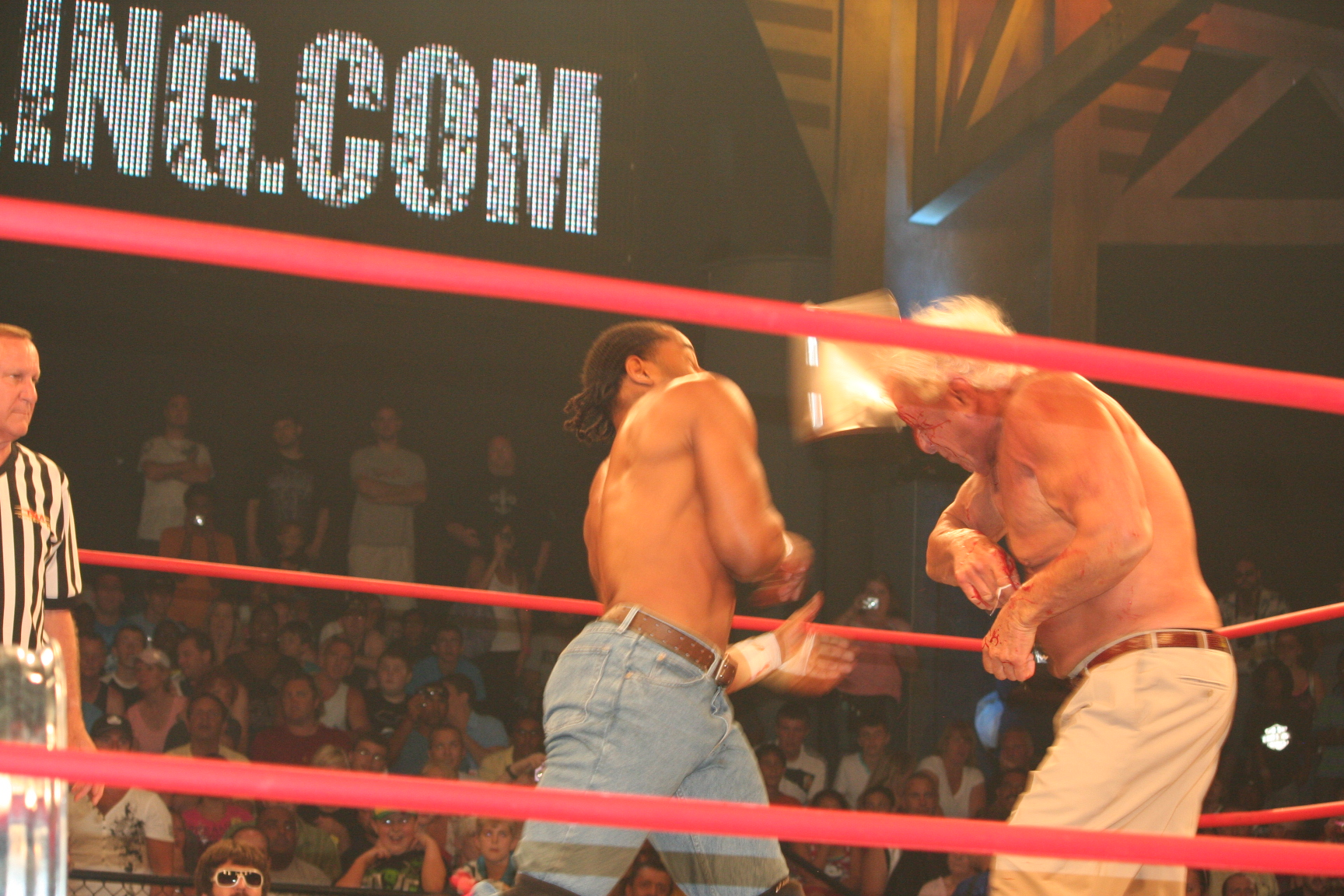
Lethal luchando contra Ric Flair en Impact.

Después de que Creed fuera despedido de la TNA, Lethal empezó a luchar en solitario. Después de que Abyss derrotara a Ric Flair en una lucha por su anillo del Hall of Fame, se lo dieron a Lethal e hizo una imitación de Flair, por lo que empezó un feudo con él, atacándole en Sacrifice. Además, el 20 de mayo luchó junto a Rob Van Dam contra Beer Money, Inc., siendo esta su primera lucha sin el gimmick de Black Machismo. Lethal & Van Dam ganaron la lucha, pero después, Flair atacó a Lethal. Finalmente, Lethal se enfrentó al pupilo de Flair, A.J. Styles, en Slammiversary VIII, ganando Lethal. El feudo siguió en Victory Road, donde Lethal derrotó a Ric Flair. Sin embargo, Flair pidió su revancha, la cual se cobró el 5 de agosto, donde derrotó a Lethal en un Street Fight match con la ayuda del Campeón de la División X Doug Williams, a quien derrotó el 6 de septiembre (emitido el 16 de septiembre) en iMPACT!, ganando por cuarta vez el Campeonato de la División X de la TNA. Sin embargo, el 23 de septiembre lo perdió en un House Show en New York ante Amazing Red. Sin embargo, Lethal recuperó el campeonato a los dos días en un house show celebrado el 25 de septiembre de 2010 en Rajah, New Jersey. Luego, lo retuvo en la revancha ante Williams en Bound for Glory. Sin embargo, tras la lucha, Robbie E atacó a Lethal, empezando ambos un feudo. Esto les llevó a luchar en un Jersey Shore Street Fight match en Imapct, el cual ganó Robbie, consiguiendo una lucha por el título de Lethal en Turning Point. En el evento, Robbie derrotó a Lethal, ganando el campeonato. Sin embargo, se pactó otra lucha entre ellos en la cual Coockie, la valet de Robbie, estaría suspendida en una jaula de acero para que no interfiriera en la lucha, ya que Robbie siempre ganaba por la ayuda de Coockie. En Final Resolution, ambos se enfrentaron por el Campeonato de la División X, pero Lethal perdió por descalificación al usar un spray con Robbie que Coockie había tirado al ring. Sin embargo, el 7 de diciembre (emitido el 16 de diciembre) derrotó a Robbie, ganando por sexta vez el Campeonato de la División X. Sin embargo, en Genesis lo perdió ante Kazarian. Finalmente, el 21 de abril fue despedido de TNA.

### Circuito independiente (2011-2019)
Lethal hizo su primera aparición en el circuito independiente el 28 de mayo, en Lucha Libre USA. Como tributo hacia Randy Savage, quien había fallecido una semana antes, Lethal usó el gimmick de Black Machismo, siendo derrotado junto a Magno por The Right (Jon Rekon & Petey Williams). El 19 de junio se anunció que Lethal formaría parte del episodio piloto de All Wheels Wrestling, bajo el nombre de J.R. Lethal. En la segunda aparición de Lethal en Lucha Libre USA el 18 de junio, derrotó a Medianoche.
El 25 de febrero de 2012, se enfrentó a Damien Darling, ganando el Campeonato Tri-Borough de la FWE. Sin embargo, el 24 de marzo de 2012 lo perdió ante Damien Darling. Sin embargo, esa noche ganó una FWE Rumble, obteniendo una oportunidad por el Campeonato Peso Pesado de la FWE, el cual también ganó esa noche al derrotar a Eric Young. Tras retenerlo el 9 de junio ante Carlito y Tommy Dreamer, lo perdió el 28 de julio ante Dreamer en un combate en el que también participaron Brian Kendrick y Carlito, siendo el primer eliminado del combate por Kendrick.
Hizo su debut en PWG el 22 de marzo en All Star Weekend 9, siendo derrotado por Eddie Edwards, la siguiente noche derrotó a Willie Mack. El 25 de mayo, participó en el torneo de la promoción inglesa Southside Wrestling Entertainment (SWE) Speed King 2013, derrotando a Dean Allmark, El Ligero, Martin Kirby, Marty Scurll y MK McKinnan en la final para ganar el torneo.

### Ring of Honor (2011-2021)

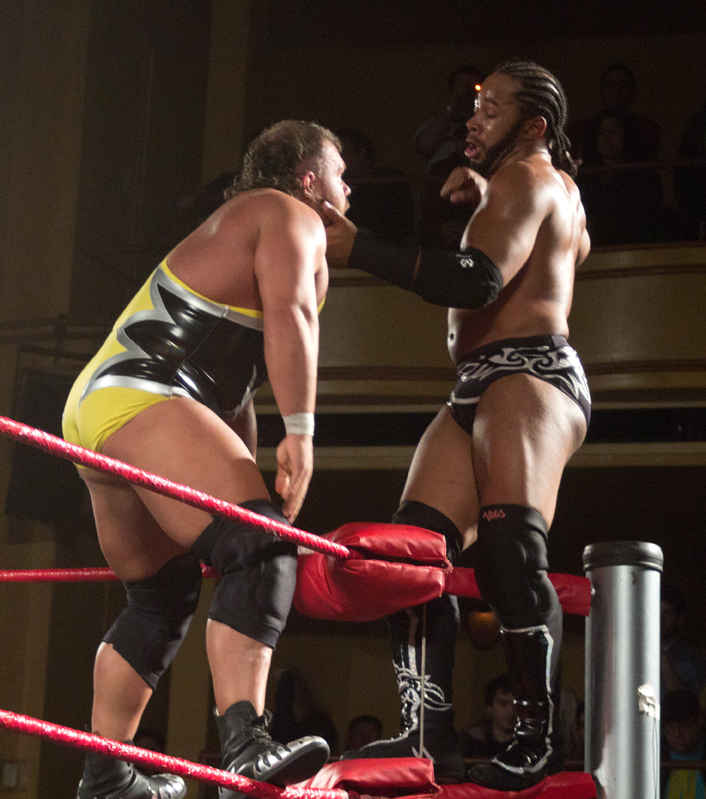
Lethal luchando contra Michael Elgin por una oportunidad al Campeonato Mundial de ROH en Supercard of Honor VII.

Lethal hizo su regreso a Ring of Honor en el evento Best of the World, donde derrotó a Mike Bennett. Tras esto, siguió en la compañía, participando en las grabaciones del 13 de agosto de ROH, donde derrotó a El Generico, ganando el Campeonato Mundial Televisivo de ROH. En Death Before Dishonor IX, Lethal hizo equipo con Homicide, donde fueron derrotados por The Embassy (Rhino & Tommaso Ciampa. El 3 de diciembre, Lethal ganó una 19-men Honor Rumble, ganando una oportunidad por el Campeonato Mundial de ROH en 2012. En Final Battle, Lethal retuvo con éxito su título ante el excampeón Generico y Mike Bennett.
El 7 de enero de 2012, en las grabaciones de Ring of Honor Wrestling, retuvo su título con éxito ante Bennett tras agotarse el tiempo. El 20 de enero, se enfrentó sin éxito a Davey Richards por el Campeonato Mundial de ROH. En el 10th Anniversary Show, se enfrentó a Tommaso Ciampa en un combate por el título que acabó sun resultado al agotarse el tiempo. Empezando un feudo con él, este se avivó cuando, en Showdown in the Sun, Ciampa interfirió en su combate contra Roderick Strong, haciéndole perder el título. En el siguiente PPV, Border Wars, Lethal derrotó a Ciampa después de tres Lethal Injections, acabando con su racha de victorias. El 24 de junio, en Best in the World 2012: Hostage Crisis, intentó recuperar el Campeonato Mundial Televisivo contra Strong en un combate en el que también participó Ciampa, pero fue derrotado. El feudo entre ambos culminó en Boiling Point, donde Lethal le derrotó en un Two Out of Three Falls match. El 22 de septiembre, Lethal ganó el torneo Survival of the Fittest, consiguiendo otra oportunidad por el Campeonato Mundial de ROH. Tuvo su combate titular el 6 de octubre en un evento de Nueva Jersey, pero el combate acabó sin resultado. Tras el combate, Steen se acercó a los padres de Lethal, quienes estaban viendo el combate y le escupió a su madre en la cara, lo que llevó a que Lethal atacara a varios empleados de ROH, incluyendo a Jim Cornette, quien tuvo que retirarse del puesto debido a las lesiones (Kayfabe). Habiendo encontrado su "instinto asesino", derrotó por sumisión a Davey Richards en Glory By Honor XI. Tras derrotar a Rhino en Final Battle 2012: Doomsday, pidió otra oportunidad por el título para vengarse de Steen, pero el coordinador de combates Nigel McGuinness se lo denegó, lo que hizo que Lethal le escupiera en la cara y ambos se pegaran hasta que fueron separados. Finalmente Lethal obtuvo su lucha por el campeonato mundial en el IPPV, ROH 11th Anniversary donde fue derrotado por Steen. El 5 de abril en Supercard of Honor VII, Lethal fue derrotado por Michael Elgin en un combate para nombrar a un retador al Campeonato Mundial de ROH.
Después de que el Campeonato Mundial quedara vacante, participó en un torneo para coronar a un nuevo campeón, derrotando a Sonjay Dutt en la primera ronda el 27 de julio. El 3 de agosto fue eliminado por Adam Cole. El 4 de abril de 2014, en Supercard of Honor VIII, cambió a heel y con la ayuda del mánager Truth Martini, derrotó a Tommaso Ciampa para ganar por segunda vez el Campeonato Mundial Televisivo, siendo el primer luchador que lo ganó en dos ocasiones.
El 30 de junio de 2018, Lethal derrotó a Dalton Castle por su segundo Campeonato Mundial de ROH, al tiempo que marcó la primera vez que el Campeonato Mundial de ROH cambió de manos en un evento sin pago por evento, una grabación de televisión. y se transmitió en retardo de cinta. Perdió el título el 6 de abril de 2019 ante Matt Taven en un Ladder Match (con Marty Scurll también involucrado) en G1 Supercard, terminando su segundo reinado a los 280 días. El 13 de diciembre de 2019, en Final Battle Lethal, junto con Jonathan Gresham, ganaron el Campeonato Mundial en Parejas de ROH por primera vez, después de derrotar a The Briscoe Brothers. En el episodio del 28 de noviembre de 2020 de Ring of Honor Wrestling, Lethal apareció con la facción recién formada The Foundation (Jonathan Gresham, Rhett Titus y Tracy Williams). Lethal se quedaría con ROH hasta noviembre de 2021.
Después de que la empresa anunciara que entrarían en una pausa hasta marzo de 2022, Lethal se unió a All Elite Wrestling, informando que no aparecería en Final Battle.

### All Elite Wrestling (2021-presente)
El 13 de noviembre de 2021, Lethal hizo su debut para All Elite Wrestling (AEW) en el pago por evento de Full Gear, desafiando a Sammy Guevara por el Campeonato TNT de AEW pára el 17 de noviembre de Dynamite, que Guevara aceptó y el 17 de noviembre en Dynamite, Lethal perdió en su debut ante Guévara en el main event de la noche.

## En lucha
- Movimientos finales

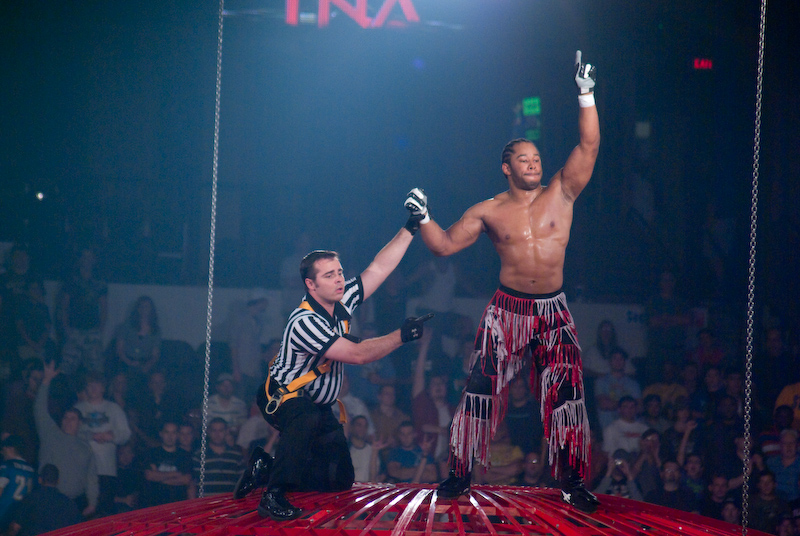
Lethal después de ganar el TerrorDome.

  - Lethal Combination (STO backbreaker seguido de reverse STO) - 2007-presente
  - Lethal Injection (Pumphandle sitout powerbomb - 2002-2004 / belly to back suplex neckbreaker - 2010)[39][40] - 2002-2004; 2010
  - Lethal Injection II (TNA / JAPW) / Hydroplane (ROH) (Springboard DDT) - 2002-2004
  - Diving Dynamite (Diving headbutt) - 2001-2007
  - That's All She Wrote (Over the shoulder back to back piledriver) - 2004
  - Figure four leglock - 2010-presente
  - Hail to the King (ROH)[41][42]/Diving elbow drop(TNA) - 2007-presente; adoptado de Randy Savage
  - Flipping release full Nelson suplex - 2001-2007

- Movimientos de firma
  - EnzuFury (Spinning enzuigiri)
  - Diving double axe handle - 2007-2010; adoptado de Randy Savage
  - Hair pull hangman - 2007-2010; adoptado de Randy Savage
  - Fireman's carry sitout scoop slam piledriver - 2004
  - Flipping release full Nelson suplex - 2007-presente
  - Hip toss seguido de cartwheel y finalizado con dropkick a la cara del oponente
  - Inverted suplex wheelbarrow facebuster
  - Dropkick, a veces desde una posición elevada
  - Leg lariat, a veces desde la segunda o tercera cuerda
  - European uppercut
  - Running vertical suplex, a veces a un oponente cargando
  - Spinebuster
  - Superkick

- Apodos
  - Black Machismo - 2007-2010
  - The Lethal One

- Managers
  - Kevin Nash
  - So Cal Val

## Campeonatos y logros

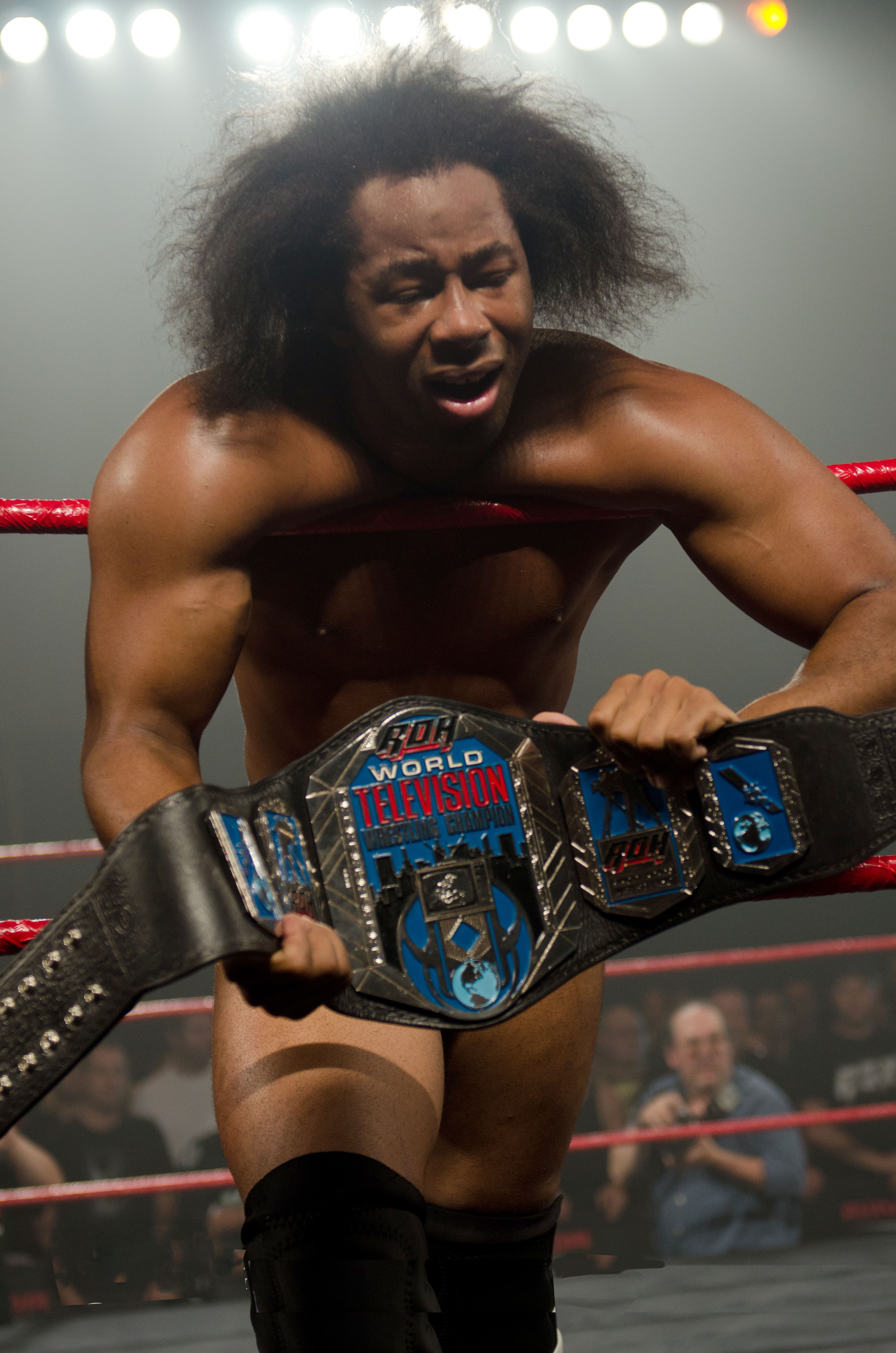
Lethal después de retener el Campeonato Mundial Televisivo de ROH en Final Battle.

- American Championship Entertainment
  - ACE Tag Team Championship (1 vez) – con Mo Sexton[2]

- American Wrestling Alliance
  - AWA Heavyweight Championship (1 vez)
  - AWA Light-Heavyweight Championship (1 vez)
  - AWA Tag Team Championship (1 vez) – con Rob Vegas

- Big Time Wrestling
  - Big Time Wrestling Championship (1 vez)

- Family Wrestling Entertainment
  - FWE Heavyweight Championship (1 vez)
  - FWE Tri-Borought Championship (1 vez)

- International High Powered Wrestling
  - IHPW United States Heavyweight Championship (1 vez)
  - IHPW Diamond Division Championship (1 vez)

- Jersey All Pro Wrestling
  - JAPW Heavyweight Championship (2 veces)
  - JAPW Light Heavyweight Championship (1 vez)
  - JAPW Tag Team Championship (1 vez) – con Azriael
  - JAPW Television Championship (1 vez)
  - Jersey City Rumble (2009)

- Jersey Championship Wrestling
  - JCW Television Championship (1 vez)
  - JCW Cruiserweight Championship (1 vez)
  - Jersey J-Cup (2003)

- Millennium Wrestling Federation
  - MWF Heavyweight Championship (1 vez)
  - MWF Television Championship (1 vez)[2]

- National Wrestling Superstars
  - WSU/NWS King and Queen Tournament (2009) – con Miss April[43]

- Politically Incorrect Wrestling
  - PIW World Championship (1 vez)[44]

- Pro-Wrestling ELITE
  - PWE Interstate Championship (1 vez)

- Ring of Honor
  - ROH World Championship (2 veces)
  - ROH World Television Championship (2 veces)
  - ROH Pure Championship (1 vez)
  - ROH World Tag Team Championship (1 vez) – con Jonathan Gresham
  - Survival of the Fittest (2012)
  - Triple Crown Championship (Tercero)
  - ROH Year-End Award (3 veces)
    - Feud of the Year (2017) vs. Silas Young
    - Tag Team of the Year (2020) con Jonathan Gresham[45]
    - Match of the Year (2019) vs. Marty Scurll and Matt Taven at G1 Supercard[46]

- Southside Wrestling Entertainment
  - Speed King (2013)[15]

- Total Nonstop Action Wrestling
  - TNA X Division Championship (6 veces)
  - TNA World Tag Team Championship (1 vez) - con Consequences Creed
  - TNA World X Cup Tournament (2006) - con Chris Sabin, Sonjay Dutt & Alex Shelley
  - TNA Year End Awards (1 vez)
    - X Division Wrestler of the Year (2007)

- Unreal Championship Wrestling
  - UCW United States Heavyweight Championship (1 vez)
  - UCW World Heavyweight Championship (1 vez)

- Pro Wrestling Illustrated
  - Situado en el N°218 en los PWI 500 de 2005[47]
  - Situado en el N°170 en los PWI 500 de 2006[48]
  - Situado en el Nº27 en los PWI 500 de 2008[49]
  - Situado en el Nº83 en los PWI 500 de 2009[50]
  - Situado en el Nº134 en los PWI 500 de 2010[51]
  - Situado en el Nº118 en los PWI 500 de 2011[52]
  - Situado en el Nº39 de los PWI 500 de 2012
  - Situado en el Nº44 de los PWI 500 de 2013
  - Situado en el Nº35 de los PWI 500 de 2014
  - Situado en el Nº17 de los PWI 500 de 2015
  - Situado en el Nº5 de los PWI 500 de 2016
  - Situado en el Nº48 en los PWI 500 de 2018